# シュロアモール
シュロアモール（SUROY MALL）は、不動産会社のユニディオコーポレーションが運営している商業施設で、福岡県と熊本県に1ヶ所ずつ存在する。

## 運営施設

### シュロアモール筑紫野

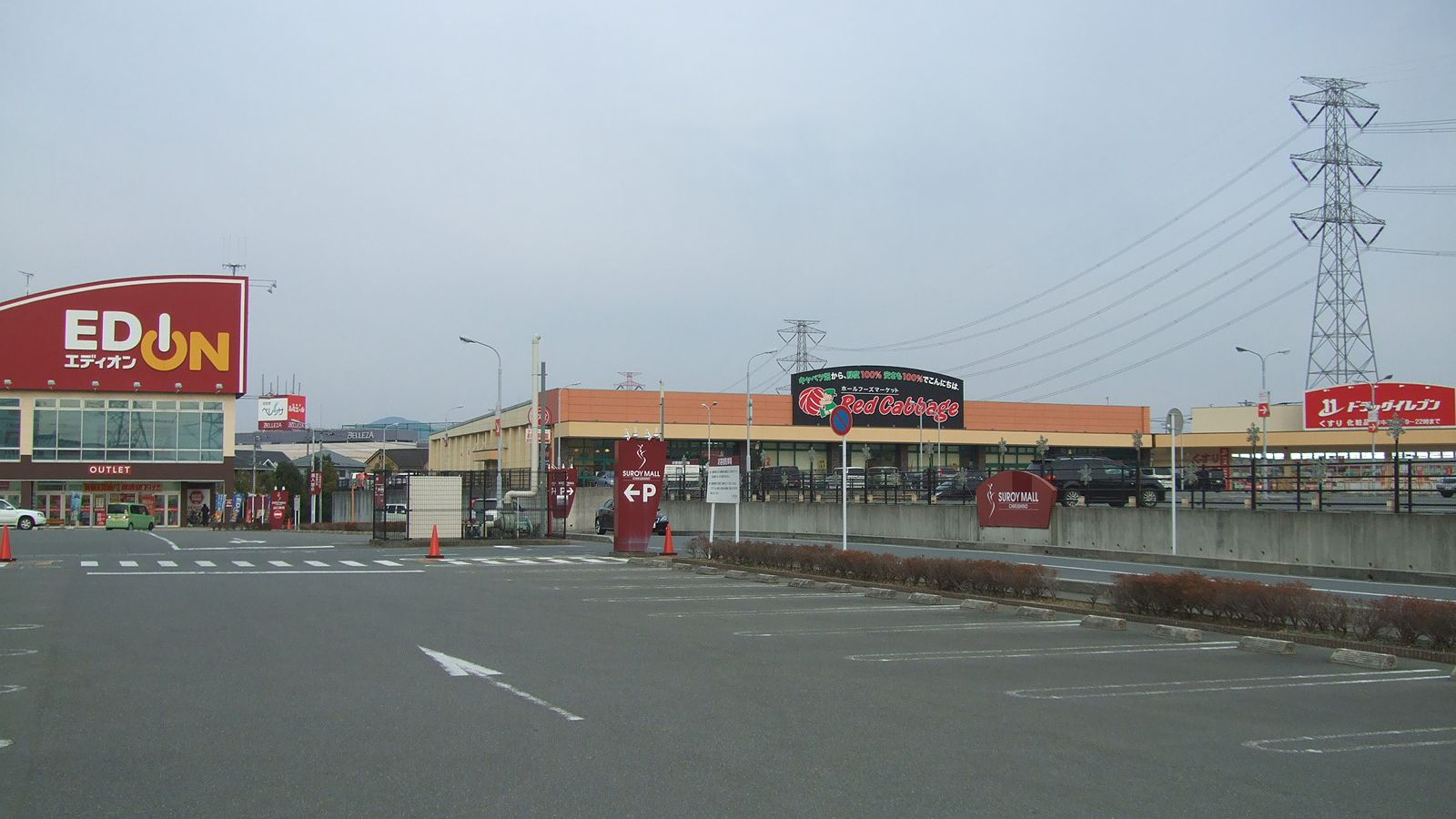
シュロアモール筑紫野
※写真は2013年1月に撮影したもので写真中央部に写っているレッドキャベツ（スーパーマーケット）は現在はダイソーとなっている

シュロアモール筑紫野（シュロアモールちくしの、英文表記：SUROY MALL CHIKUSHINO）は、福岡県筑紫野市にある商業施設。2007年7月13日オープン。
施設概要
- 所在地：福岡県筑紫野市大字原田836-4　他
- 運営管理：株式会社ユニディオコーポレーション
- 敷地面積：約147,900㎡
- 駐車台数：1,580台

沿革
- 2007年1月16日 - 建設開始。
- 2007年7月5日 - 試験開業（プレオープン）。
- 2007年7月13日 - グランドオープン[1]。
- 2007年10月6日 - 「紳士服のフタタシュロアモール筑紫野店」がオープン。
- 2016年9月25日 - 「アジアン料理店シタラ」がオープン。
- 2023年11月22日 - 「ロピア筑紫野シュロアモール店」がオープン。

主要テナント
- 積文館書店
- 魚べい
- アジアン料理店シタラ - インド・ネパール・ベトナム料理のレストラン（インドカレー、チーズナン、ネパール餃子、ネパール焼きそば、生春巻、ベトナムライス、エビチャーハン）
- エディオンアウトレット（デオデオ時代の2010年6月4日よりアウトレットに形態変更）
- ダイソー
- ドラッグイレブン
- キャンドゥ
- 西松屋
- シュープラザ
- ミスターマックス
- 紳士服のフタタ
- SAKODA ホームファニシングス
- ロピア 筑紫野シュロアモール店

周辺施設
- 筑紫野温泉アマンディ
- 筑紫野ベレッサ
- ヤマダ電機NEW筑紫野基山店

交通アクセス
- 公共交通機関
  - JR九州 鹿児島本線・筑豊本線原田駅 徒歩20分
  - 西鉄バス 筑紫野ニュータウン線「ニュータウン第一」バス停
- 自家用車
  - 国道3号・筑紫野バイパス

### シュロアモール長嶺
シュロアモール長嶺（シュロアモールながみね、英称:SUROY MALL NAGAMINE）は、熊本県熊本市東区長嶺西にある商業施設。2007年9月28日オープン。屋上駐車場有。
施設概要
- 所在地：熊本県熊本市東区長嶺西一丁目5番1号
- 運営管理：株式会社ユニディオコーポレーション
- 敷地面積：28,965㎡

沿革
- 2007年3月12日 - 建設開始。
- 2007年9月26日 - 試験開業（プレオープン）。
- 2007年9月28日 - グランドオープン[2]。
- 2008年3月1日 - 施設建設を他の施設と同時に進めていた「ホリデイスポーツクラブ熊本長嶺」がオープン。
- 2008年3月21日 - 「ハードオフ・オフハウス熊本長嶺店」がオープン。
- 2009年3月 - 「有明楽器シュロアモール長嶺教室」がオープン。

主要テナント
- ハローデイ
- セリア生活良品
- サンキ
- 無印良品
- ホリデイスポーツクラブ
- サンキューカット
- こども英会話のミネルヴァ
- 有明楽器
- ミレー歯科クリニック
- ゲームセンター(パスカランド長嶺)[3]
- おたからや

周辺施設
- 熊本赤十字病院
- 熊本県立大学
- 熊本市立西原中学校
- 熊本市立月出小学校

交通アクセス
- 鉄道
  - JR九州 豊肥本線竜田口駅・東海学園前駅
- バス
  - 熊本都市バス（H3-3系統：託麻南行き、G1-2系統：託麻南・トラックターミナル行き） 日赤病院北口バス停